# Euxesta fenestrata
Euxesta fenestrata är en tvåvingeart som beskrevs av Daniel William Coquillett 1904.
Euxesta fenestrata ingår i släktet Euxesta och familjen fläckflugor. Artens utbredningsområde är Guatemala. Inga underarter finns listade i Catalogue of Life.